# Jack Singleton
Jack Howard Singleton (Dacorum, 14 maggio 1996) è un rugbista internazionale per l'Inghilterra, tallonatore di Gloucester.

## Biografia
Prodotto del vivaio del Saracens, divenne seniores nel 2014 a Worcester e conobbe una stagione a Nottingham come dual player; debuttò da professionista in Challenge Cup 2016-17 contro i russi dello Enisej-STM; in quella stessa stagione si mise in luce come miglior esordiente del Worcester.
Nel 2019 conobbe il suo debutto internazionale, quando Eddie Jones lo schierò in campo per i warm-up alla Coppa del Mondo in Giappone e successivamente lo convocò per il torneo, in cui disputò un solo incontro; rientrato al Saracens dopo 5 anni, trovò un club penalizzato di 35 punti per violazione del salary cap; i punti successivamente divennero 70 e Singleton fu uno dei giocatori in uscita per prestito a metà stagione, essendo ormai certa la retrocessione del club; terminò la stagione a Gloucester che, per il campionato successivo, lo ingaggiò a titolo definitivo.
Dopo i tre incontri internazionali del 2019, Singleton fu convocato estemporaneamente nel 2021 come rimpiazzo a seguito dell'infortunio di Jamie George in un test match contro il Sudafrica.